# فردریک کاپلستون
فردریک چارلز کاپلِستون (به انگلیسی: Frederick Copleston) (زاده: ۱۰ آوریل ۱۹۰۷ - درگذشت: ۳ فوریه ۱۹۹۴) فیلسوف، تاریخ‌نگار فلسفی و کشیش یسوعی اهل بریتانیا بود.

## زندگی و فعالیت‌ها
فردریک کاپلستون در تاریخ ۱۰ آوریل ۱۹۰۷ در بریتانیا متولد شد. خانواده کاپلستون پیرو فرقه انگلیکان بودند؛ اما خود او در ابتدای دوران دانشجویی به سال ۱۹۳۰ به یسوعی‌ها پیوست.
مجموعه ۹ جلدی تاریخ فلسفه کاپلستون، از جمله کتب معتبر و تحسین شده تاریخ فلسفه است. از دیگر تلاش‌های فلسفی او، می‌توان به بازخوانی و بسط آرای توماس آکویناس در باب براهین پنجگانه اشاره نمود.
کاپلستون همچنین به خاطر مناظره در باب وجود خداوند با برتراند راسل در ۱۹۴۸ و مناظره دربارهٔ تحصل‌گرایی منطقی با جی. آیر در ۱۹۴۹ شهرت دارد.
وی سابقه تدریس در کالج هایتروپ آکسفوردشایر و دانشگاه گرگوری را داراست.
فردریک کاپلستون سرانجام در ۳ فوریه ۱۹۹۴ در لندن درگذشت.

## تالیفات مهم
- مجموعه ۹ جلدی تاریخ فلسفه (۱۹۷۴–۱۹۴۴)
- فردریک نیچه: فیلسوف فرهنگ (۱۹۴۲: ویرایش جدید ۱۹۷۵)
- قدیس توماس و نیچه (۱۹۴۴)
- آرتور شوپنهاور: فیلسوف بدبینی (۱۹۴۶: ویرایش جدید ۱۹۷۵)
- اگزیستانسیالیسم و انسان جدید (۱۹۵۲: ویرایش جدید ۱۹۶۸)
- آکویناس (۱۹۵۵)
- فلسفه معاصر (۱۹۶۳: ترجمه دکتر علی اصغر حلبی در سال ۱۳۶۲)
- فلسفه قرون وسطی (۱۹۷۲)
- دین و فلسفه (۱۹۷۴)
- فیلسوفان و فلسفه‌ها (۱۹۷۶)
- دربارهٔ تاریخ فلسفه (۱۹۷۹)
- فلسفه و فرهنگ (۱۹۸۰)

## گفتاورد
انسان به سختی می‌تواند بپذیرد که وجود هستی متناهی، اساساً مشکلی جدی[در تبیین جهان] به وجود می‌آورد، و در همان حال معتقد باشد که راه حل مربوطه را در جایی جز تصدیق وجود نامتناهی می‌توان یافت. اگر کسی مایل نیست که بر مسیری گام بگذارد که به تصدیق هستی متعالی منجر می‌شود، فارغ از اینکه چنین هستی ای چگونه توصیف شود-اگر هرگز به وصف آید- در این صورت باید واقعیت مسئله را انکار کرده، و چنین اظهار نظر کند که اشیا و چیزها صرفاً همین‌طور وجود دارند و اینکه مسئله وجودی مورد بحث یک مسئله ساختگی است. البته اگر کسی حتی از نشستن پشت میز شطرنج و انجام دادن حرکتی امتناع کند طبیعی است که نمی‌توان او را مات کرد…